# Trachemys decussata
Trachemys decussata is een schildpad uit de familie moerasschildpadden (Emydidae). De soort werd voor het eerst wetenschappelijk beschreven door John Edward Gray in 1831. Oorspronkelijk werd de wetenschappelijke naam Emys decussata gebruikt.

## Uiterlijke kenmerken
De maximale schildlengte is ongeveer 40 centimeter, het schild is koepelvormig en heeft een kiel op het midden. De hoorplaten hebben longitudinale tot straalsgewijze richeltjes die het schild een ruw oppervlak geven. De kleur van het rugschild is bruin tot groenbruin, juvenielen hebben een kleurpatroon dat bij oudere dieren verdwijnt. Het buikschild is geel met zwarte randen van de buikplaten. De kop heeft een stompe, iets uit-stekende snuitpunt en een groene tot bruine kleur en gele strepen in de lengte. Mannetjes zijn van vrouwtjes te onderscheiden door een langere en dikkere staart, mannetjes hebben ook een platter rugschild en langere nagels aan de klauwen.

## Algemeen
Trachemys decussata is endemisch in Cuba, en komt naast het grote hoofdeiland ook voor op het zuidelijke eiland Isla de la Juventud. Ook is de soort geïntroduceerd op verschillende andere eilanden zoals Marie-Galante, dat tot Guadeloupe behoort. De habitat bestaat uit vegetatierijke wateren met een zachte bodem zoals rivieren, meren en moerassen, ook in brakwater is zijn exemplaren aangetroffen. Als het water in de zomer opdroogt, graaft de schildpad zich in de bodem en houdt een aestivatie. Het voedsel bestaat uit waterplanten en kleine dieren als ongewervelden.

## Ondersoorten
Er worden twee ondersoorten erkend, die verschillen in het uiterlijk en het verspreidingsgebied. 
- Ondersoort Trachemys decussata decussata
- Ondersoort Trachemys decussata angusta